# 56
| 56                 |
| ------------------ |
| Dødsfald - Fødsler |
|                    |

| Gregoriansk kalender | 56 LVI                  |
| Ab urbe condita      | 809                     |
| Armensk kalender     | I/T                     |
| Kinesiske kalender   | 2752 – 2753 乙卯 – 丙辰 |
| Etiopisk kalender    | 48 – 49                 |
| Jødisk kalender      | 3816 – 3817             |
| Hindukalendere       |                         |
| - Vikram Samvat      | 111 – 112               |
| - Shaka Samvat       | N/A                     |
| - Kali Yuga          | 3157 – 3158             |
| Iransk kalender      | 566 BP – 565 BP         |
| Islamisk kalender    | 584 BH – 583 BH         |

Se også 56 (tal)

## Født
- ca. 56 – Tacitus, romersk historiker